# Hans Hinterholzer
Hans Hinterholzer (* 23. Februar 1923 in Going am Wilden Kaiser; † nach dem 23. Februar 2018 in Norwegen) war ein österreichischer Skirennläufer.

## Biographie
Hinterholzer stammt aus Going am Wilden Kaiser, wuchs jedoch in Thumersbach auf, wo seine Familie einen Bauernhof bewirtschaftete.
1948 wurde Hinterholzer als Ersatzmann für die Olympischen Winterspiele in St. Moritz nominiert. Die Nominierung kam insofern überraschend als das Hinterholzer bis zu diesem Zeitpunkt kaum verwertbare Ergebnisse vorzuweisen hatte.
Hinterholzer kam schließlich im Slalom zum Einsatz, nach dem Christian Pravda verletzungsbedingt nicht starten konnte. Hinterholzer selbst stürzte im Slalom und landete dabei in der Zuschauermenge.
Nach seiner aktiven Laufbahn wurde Hinterholzer Trainer beim Skiclub Saalbach-Hinterglemm, wo er unter anderem Hans Enn entdeckte und förderte.
Später zog Hinterholzer nach Norwegen, wo er kurz nach seinem 95. Geburtstag verstarb.

## Erfolge

### Olympische Winterspiele
- St. Moritz 1948: DNF Slalom

### Weltmeisterschaften
- St. Moritz 1948: DNF Slalom